# Lukas Oscar
Lukas Oscar (bürgerlich Lukas Oscar Janisch, * 11. Mai 2002 in Fürstenfeld) ist ein österreichischer Singer-Songwriter mit philippinischen Wurzeln, der in Wien lebt.

## Karriere
Lukas Oscar Janisch wuchs auf einem Bauernhof im steirischen Fürstenfeld auf und begann mit sechs Jahren Klavier zu spielen. 2016 gewann der damals 13-Jährige die vierte Staffel der Castingshow The Voice Kids – damals noch unter seinem bürgerlichen Namen Lukas Janisch.
Nach seiner Matura ging der Musiker nach Wien, wo er zunächst als Label Assistent arbeitete und später auch Teil des Songschreiber- und Produktionsteams wurde. In dieser Zeit wirkte er unter anderem bei der Single Tears Getting Sober mit, mit der die bulgarische Singer-Songwriterin Victoria ihr Heimatland Bulgarien beim Eurovision Song Contest 2020 vertreten sollte (der Wettbewerb wurde aufgrund der COVID-19 Pandemie abgesagt).
2022 erschien seine erste eigene EP Colors Of A VOID. Im Oktober 2024 veröffentlichte Lukas Oscar sein Debütalbum The Fun Never Ends!. Seine zweite EP From Under My Bed veröffentlicht er am 18. April 2025. 

## Diskografie

### Album / EP
- 2022: Colors Of A VOID EP
- 2024: High Performance Kids EP
- 2024: The Fun Never Ends!
- 2025: From Under My Bed

### Singles
- 2023: ittysg (mit Koby 808)
- 2023: NO LOVE, NO CINNAMON (mit Joe Traxler)
- 2023: Bloodhound
- 2023: Nr 2 (mit Harry Dean Lewis, Girondolini)
- 2024: Bananas + Apples
- 2024: Life Keeps Flashing !
- 2024: Snakes & Ladders
- 2025: So Romantic U + I
- 2025: Pretty Words